# Adolfo Molina Orantes

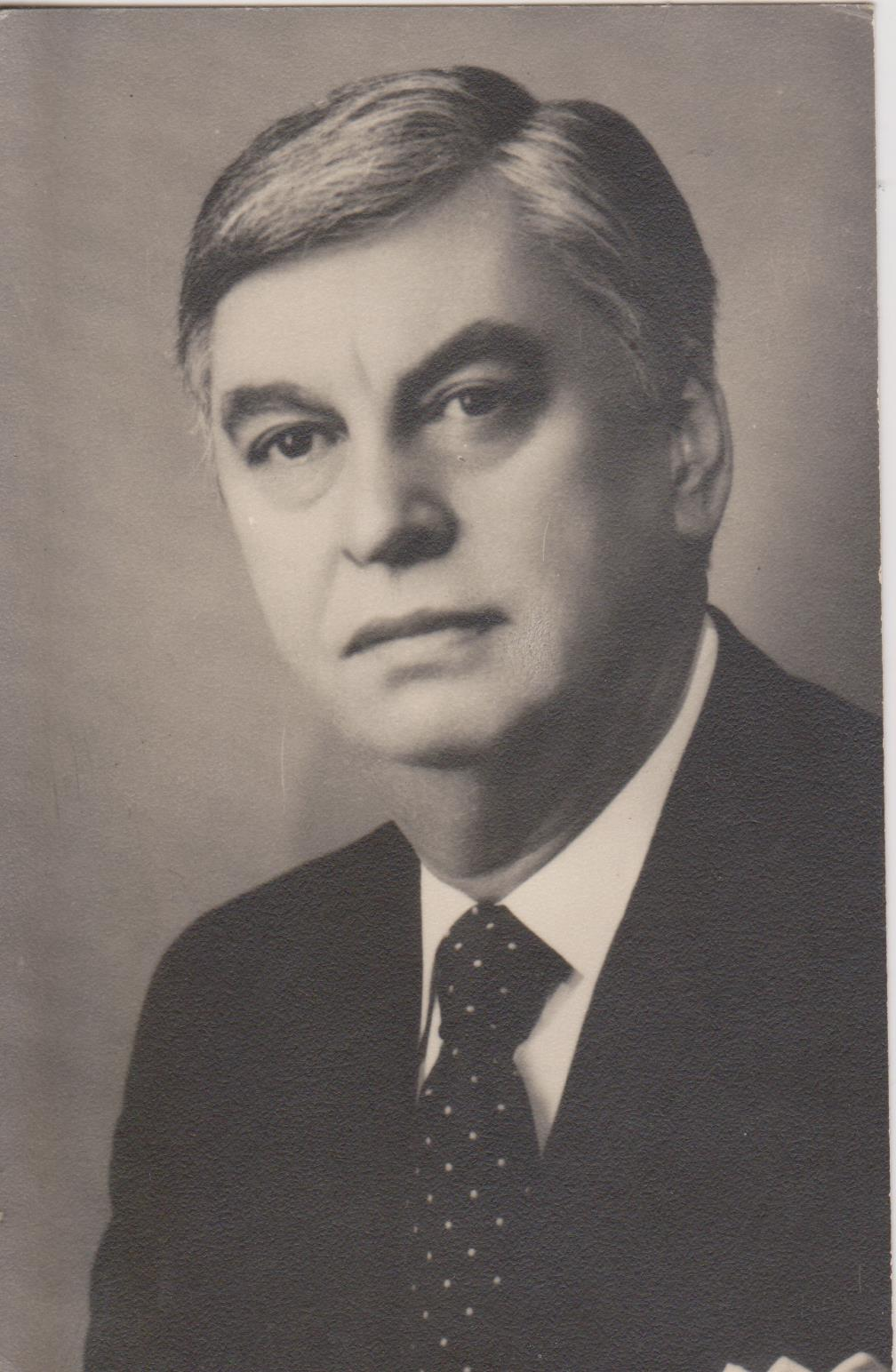
Adolfo Molina Orantes

Adolfo Molina Orantes (* 25. März 1915 in Guatemala-Stadt; † 31. Januar 1980 ebenda) war ein guatemaltekischer Universitätsprofessor und Außenminister.

## Leben
Adolfo Molina Orantes war der Sohn von Olivia Orantes und Darío Molina Padilla. Von 1928 bis 1932 besuchte er das Model Institue. Von 1934 bis 1935 besuchte er die Galileo Academy of Science and Technology in San Francisco. Von 1936 bis 1943 studierte er Rechtswissenschaft in Guatemala. Im September 1943 wurde er Bachelor of Laws. Von 1943 bis 1944 war er Fiorello LaGuardia-Fellow an der Columbia University in New York City. 1945 besuchte er einen Kurs Strafrecht bei Luis Jiménez de Asúa. Von 1946 bis 1947 stellte er anthropologische Studien an der Universität an. Von 1938 bis 1942 war er Sekretär der Geschichtswissenschaft an der guatemaltekischen Niederlassung der Carnegie Institution for Science. Von 1942 bis 1943 und von 1944 bis 1946 war er bei der Anwaltskanzlei Ordonez, Hurtado & Molina beschäftigt, von 1943 bis 1944 arbeitete er bei Hardin, Hese & Eder in New York City.
Von 1947 bis 1949 war er Direktor des Institutes für Anthropologie und Geschichte. Von 1951 bis Februar 1954 leitete er die Druckerei der Universidad de San Carlos de Guatemala. 1952 war er Vorsitzender der guatemaltekischen Anwaltsvereinigung. Am 3. Februar 1954 wurde er zum Dekan der Fakultät für Rechtswissenschaft an der Universidad de San Carlos de Guatemala gewählt.
Am 15. Juli 1954 war er guatemaltekischer Delegierter beim Seminar über Sozialwissenschaft in San José, Costa Rica. Vom 10. August 1954 bis April 1955 war er Gesandtschaftsrat für Guatemala im Nottebohm-Fall (Liechtenstein v. Guatemala) beim Internationalen Gerichtshof. Von 21. August 1954 bis 1965 war er Mitglied des ständigen Schiedshofs.
Am 1. August 1955 wurde er Gesandtschaftsrat. Im März 1956 war er guatemaltekischer Delegierter bei der Organisation der Zentralamerikanischen Staaten.
Von 1959 bis 1963 war er Vorsitzender des Instituto Guatemalteco Americano. 1972 war er Vorsitzender des Centro Cultural de España en Guatemala.
Von 1961 bis zu seinem Tod war er Mitherausgeber des Standesorganes der guatemaltekischen Rechtsanwälte Boletín del Colegio de Abogados de Guatemala.
Vom 24. Oktober 1957 bis 2. März 1958 war er im Kabinett von Carlos Castillo Armas Außenminister. 1955–1957, 1964–1966 und 1970–1974 war er Mitglied des Staatsrates. Vom 1. Juli 1974 bis 1. Juli 1978 war er im Kabinett von Kjell Eugenio Laugerud García Außenminister.
Von 1966 bis 1970 war er der erste Leiter der Escuela de Diplomacia des guatemaltekischen Außenministeriums. 1969 war er bevollmächtigter Botschafter bei der Konferenz zum Wiener Übereinkommen über das Recht der Verträge. Er war Mitglied des interamerikanischen juristischen Komitees der Organisation Amerikanischer Staaten, dem er 1972 vorsaß. Er war Berater des Instituto Nacional Indigenista des Instituto de Antropología e Historia und seit 18. November 1955 des Seminario de Integración Social Guatemalteca. Seit 1968 hatte er das Exequatur als Honorarkonsul der Philippinen.
Bei seinem Tod war er Vorsitzender der Academia de Geografía e Historia de Guatemala. Er kam beim Brand der spanischen Botschaft in Guatemala ums Leben.